# Шермер, Майкл
Майкл Брэнт Ше́рмер (англ. Michael Brant Shermer; род. 8 сентября 1954, Глендейл, Калифорния) — американский историк и популяризатор науки, основатель Общества скептиков, а также главный редактор журнала «Скептик», в значительной мере посвящённого расследованию псевдонаучных и сверхъестественных утверждений.
С апреля 2001 года также ведёт ежемесячную колонку в журнале «Scientific American». Шермер утверждает, что одно время был христианским фундаменталистом, однако ушёл от веры во время учёбы в университете.

## Биография
Шермер родился 8 сентября 1954 года и вырос в Южной Калифорнии. Родители развелись, когда ему было 4 года. Отец умер от сердечного приступа в 1986 году, а мать от рака мозга в 2000.
Хотя он посещал воскресную школу, по его утверждениям, родные не были религиозны и редко касались этой темы. В 1971 году под влиянием своего лучшего друга он стал перерождённым христианином и в следующие семь лет распространял христианство.
В 1972 году начал обучение в Университете Пеппердайна, изначально на курсе христианской теологии, но в дальнейшем сменив специализацию на психологию. Получил степень бакалавра в 1976 году.
Начал изучать экспериментальную психологию в Университете штата Калифорния. Беседы с профессорами и изучение этологии и антропологии побудили его пересмотреть свои религиозные взгляды.

## Взгляды
В отличие от многих учёных, Шермер ведёт активные публичные дискуссии с представителями псевдонаучных теорий, в частности, с отрицателями Холокоста. На эту тему он написал книгу «Отрицание истории».

## Книги
- Sport Cycling: A Guide to Training, Racing, and Endurance 1985 ISBN 0-8092-5244-9
- Cycling: Endurance and Speed (Sportsperformance) 1987 ISBN 0-8092-4775-5
- Teach Your Child Science 1989 ISBN 0-929923-08-1
- Why People Believe Weird Things: Pseudoscience, Superstition, and Other Confusions of Our Time[англ.]. (1997, 2nd Revision edition 2002) ISBN 0-8050-7089-3
- Teach Your Child Math and Mathemagics 1999 ISBN 0-7373-0134-1
- The Borderlands of Science: Where Sense Meets Nonsense 2001 ISBN 0-19-514326-4
- How We Believe: The Search for God in an Age of Science 2001 ISBN 0-613-35413-3
- The Skeptic Encyclopedia of Pseudoscience (ed.) 2002 ISBN 1-57607-653-9
- Denying History: Who Says the Holocaust Never Happened and Why Do They Say It? 2002 ISBN 0-520-23469-3
- In Darwin’s Shadow: The Life and Science of Alfred Russel Wallace: A Biographical Study on the Psychology of History 2002 ISBN 0-19-514830-4
- The Science of Good and Evil: Why People Cheat, Gossip, Care, Share, and Follow the Golden Rule 2004 ISBN 0-8050-7520-8
- Science Friction: Where the Known Meets the Unknown 2005 ISBN 0-8050-7708-1
- Secrets of Mental Math: The Mathemagician’s Guide to Lightning Calculation and Amazing Math Tricks 2006 ISBN 978-0-307-33840-2
- Why Darwin Matters: The Case Against Intelligent Design 2006 ISBN 978-0-8050-8121-3
- The Mind of The Market: Compassionate Apes, Competitive Humans, and Other Tales from Evolutionary Economics 2007 ISBN 978-0-8050-7832-9
- The History of Science: A Sweeping Visage of Science and its History 2009 audio lecture
- The Believing Brain: From Ghosts and Gods to Politics and Conspiracies—How We Construct Beliefs and Reinforce Them as Truths 2011 ISBN 978-0-8050-9125-0
- The Moral Arc: How Science and Reason Lead Humanity toward Truth, Justice, and Freedom 2015 ISBN 978-0-8050-9691-0.
- Скептик. Рациональный взгляд на мир. 2016 ISBN 978-1627791380.
- Heavens on Earth: The Scientific Search for the Afterlife, Immortality, and Utopia. 2018 ISBN 978-1627798570.